# Nadabius iowensis
Nadabius iowensis är en mångfotingart som först beskrevs av Frederik Vilhelm August Meinert 1885.  Nadabius iowensis ingår i släktet Nadabius och familjen stenkrypare. Inga underarter finns listade i Catalogue of Life.